# 파수
물리학에서 파수(波數, wave number)는 단위 길이 안에 파동이 몇 라디안을 진행하는지 나타내는 값이다. 파장의 역수의 {\displaystyle 2\pi }배다. 국제 단위는 라디안 매 미터 (rad/m)이고, 통상적인 기호는 {\displaystyle k}다.

## 파수 벡터
파수 벡터(wave vector)란 그 크기는 파수와 같고, 파동이 진행하는 방향을 가리키는 벡터다. 예를 들어, 평면파 {\displaystyle \exp(i\mathbf {k} \cdot \mathbf {r} )}의 파수 벡터는 {\displaystyle \mathbf {k} }이고, 구면파 {\displaystyle \exp(ikr)/r}의 파수 벡터는 {\displaystyle k{\hat {\mathbf {r} }}}이다.

## 주파수와의 관계
여기서의 파수는 공간상의 개념이다. 주파수도 공간상의 주파수로서 비교하면
공간주파수는 매질에서의 에너지 이동 속도 / 파장 (f = c/λ)으로 계산된다.
공기나 진공 속에서 전파의 속도는 3십만km/sec이다. 300MHz의 주파수에서 파장은 c = 3*10^8 m/sec에서 λ= 1m이다.
파수({\displaystyle k})와 주파수(f)의 수식은 다음과 같다.
{\displaystyle f} = c * {\displaystyle k} / {\displaystyle 2\pi }
{\displaystyle k} = {\displaystyle 2\pi } * f / c
주어진 매질에서의 에너지 이동 속도에서 파수는 주파수와 비례한다.
같은 파수라도 매질에서의 에너지 이동속도가 빠르면 주파수는 올라간다.

## 같이 보기
- 곡률